# Culicoides tauffiebi
Culicoides tauffiebi är en tvåvingeart som beskrevs av Clastrier 1960. Culicoides tauffiebi ingår i släktet Culicoides och familjen svidknott.
Artens utbredningsområde är Kongo. Inga underarter finns listade i Catalogue of Life.